# 太田可夫
太田 可夫（おおた よしお、1904年（明治37年）7月31日 - 1967年（昭和42年）7月4日）は、日本の哲学者である。

## 経歴・人物
三重県に生まれ、東京商科大学（現在の一橋大学）に入学する。1928年（昭和3年）に卒業後は、母校の予科教授として活動し教鞭を執った。1943年（昭和22年）には教授に昇格し、同大学が一橋大学に校名変更した際に新しい教育体制の確立に携わる。
その後はジョン・ロックやトマス・ホッブズ等イギリス哲学やイマヌエル・カント等ドイツ哲学といったヨーロッパの哲学者の研究に携わり、社会思想の研究者の育成にも力を入れた。

## 著書
- 『イギリス社会哲学の成立』